# Kłoda (gromada)
Kłoda – dawna gromada, czyli najmniejsza jednostka podziału terytorialnego Polskiej Rzeczypospolitej Ludowej w latach 1954–1972.
Gromady, z gromadzkimi radami narodowymi (GRN) jako organami władzy najniższego stopnia na wsi, funkcjonowały od reformy reorganizującej administrację wiejską przeprowadzonej jesienią 1954 do momentu ich zniesienia z dniem 1 stycznia 1973, tym samym wypierając organizację gminną w latach 1954–1972.
Gromadę Kłoda z siedzibą GRN w Kłodzie utworzono – jako jedną z 8759 gromad na obszarze Polski – w powiecie puławskim w woj. lubelskim na mocy uchwały nr 14 WRN w Lublinie z dnia 5 października 1954. W skład jednostki weszły obszary dotychczasowych gromad Kłoda, Bobowiska, Olempin, Wólka Kątna i Zastawie ze zniesionej gminy Markuszów oraz obszary dotychczasowych gromad Barłogi i Łąkoć wraz z miejscowością Mała Kłoda z dotychczasowej gromady Kurów ze zniesionej gminy Kurów w tymże powiecie. Dla gromady ustalono 16 członków gromadzkiej rady narodowej.
1 stycznia 1960 gromadę zniesiono, włączając jej obszar do gromad Markuszów (wsie Kłoda, Zastawie, Bobowiska, Wólka Kątna i Olempin) i Kurów (wsie Barłogi, Łąkoć i Mała Kłoda) w tymże powiecie.